# アマナキ・レレィ・マフィ
アマナキ・レレィ・マフィ（Amanaki Lelei Mafi、1990年1月11日 - ）は、ラグビーユニオン選手。イングランド・プレミアシップのニューカッスル・レッドブルズに所属している。

## 略歴
トンガのハムラ村出身で、16人兄弟の15人目として出生。マット・マフィは甥。
5歳でラグビーを始めると、日本への留学生を多数輩出する高校トンガ・カレッジへ進む。
トンガでの学生時代には、体重が90kgに満たなかった高校2年生までウィング（WTB）のポジションに就いていた。高校3年生からNo8に転向。U18・U19・U20トンガ代表に選出された。
2009年、日本で開催されたU20世界ラグビー選手権にU20トンガ代表として参加した際に関係者の目に留まり、2010年に京都の花園大学からの勧誘を受け進学。
花園大学在籍時は関西学生ラグビーBリーグ（2部）でプレー。同級生には、幼馴染であり、ラグビー日本代表であるアマナキ・ロトアヘアがいる。
2014年、NTTコミュニケーションズシャイニングアークス(現・NTTコミュニケーションズ シャイニングアークス東京ベイ浦安)へ加入した。同年8月23日のジャパンラグビートップリーグ・ファーストステージ第1節の宗像サニックスブルース戦で、控え出場で公式戦デビューを果たした。
日本国内での居住・プレー歴が連続3年以上（後述）となった2014年から、日本代表に選ばれている。2014年11月の日本代表ヨーロッパ遠征で初めてメンバーに選ばれ 、同13日にブカレストで開かれたルーマニア戦で、日本代表のキャップを初めて獲得した。
帰国後、2014年12月7日のトップリーグセカンドステージ第2節・トヨタ自動車ヴェルブリッツ戦で左股関節を脱臼骨折。全治1年6ヶ月の重症と診断された。
2015年8月29日、東京ガスラグビー部との練習試合で実戦に復帰。
2015年9月からのラグビーワールドカップ2015（イングランド大会）に、日本代表として出場した。南アフリカ共和国戦で後半の途中から出場。試合終了間際にマフィからのパスを受けたカーン・ヘスケスがトライを決めたことによって、チームは「ブライトンの奇跡」と呼ばれる逆転勝利を収めた。そのほか大会では、スコットランドとの第2戦 および、アメリカとの最終戦 でそれぞれ1トライを記録した。（詳細は「ラグビーワールドカップ2015日本対南アフリカ」を参照）
ワールドカップ後に開幕したトップリーグ2015-2016では、7試合出場、5トライを記録し、2試合連続でマン・オブ・ザ・マッチに選ばれた
2016年1月下旬から4月までの4ヶ月間限定で、NTTコムに所属したまま、イングランドプレミアシップのバースに短期加入。同年2月13日の対ウースター戦で、No8としてプレミアシップデビューを果たした。移籍2戦目の対ワスプス戦（同月20日）では、フル出場でプレミアシップ初トライをあげた。
2017年から2018年シーズンまで、NTTコムに所属したまま、トップリーグのオフシーズンにスーパーラグビーのレベルズ（オーストラリア）に所属。
レベルズ所属中の2018年7月に、ニュージーランドへの遠征中にチームメイトへの暴行容疑で現地の警察当局へ身柄を一時拘束された が、後に釈放されたうえでNTTコムへ復帰。復帰後は、自宅謹慎などを経て、11月24日のトップリーグ・対サントリーサンゴリアス戦から試合への出場を再開した。
2019年シーズンの途中からは、日本のスーパーラグビーチームであるサンウルブズへ加入した。
2019年には、日本国内で開催されるラグビーワールドカップ2019の日本代表に選出。開幕直前の9月7日に南アフリカ代表戦で右肩を痛めた 影響で予選リーグ（プールA）・開幕戦（同月20日の対ロシア代表戦）の登録メンバーから外れた ほか、スタメンに起用された第2戦（対アイルランド代表戦）で肋軟骨を痛めて途中交代を余儀なくされた ため、プール戦は全4試合中2試合の出場にとどまった。決勝トーナメント準々決勝（南アフリカ戦）には控えで出場した。同月、京都市に縁のあるチームメイト（田中史朗、北出卓也、坂手淳史、松田力也）と共に同市から「京都市スポーツ栄誉賞」を授与された。
2021年、トップリーグ開幕後の3月に、NTTコムからキヤノンイーグルス(現・横浜キヤノンイーグルス)へ移籍した。
2025年5月、横浜キヤノンイーグルスを退団。
2025年8月8日、イングランドプレミアシップのニューカッスル・ファルコンズ（ニューカッスル・レッドブルズに改称）への加入を発表。契約期間は2025-26シーズンの1年間。